# Anna Zambrzycka
Anna Zambrzycka, Zambrzycka-Kunachowicz, Zambrzycka-Steczkowska (ur. 22 lipca 1931, zm. 4 maja 1993) – etnolog, profesor Uniwersytetu Jagiellońskiego.

## Kariera naukowa
Anna Zambrzycka lata II Wojny Światowej spędziła we Lwowie. Po jej zakończeniu przeniosła się z rodzicami do Szczecina, gdzie w 1949 r. zdała maturę. W 1950 r. udała się do Krakowa, aby podjąć studia w Studium Historii Kultury Materialnej Wydziału Filozoficzno-Historycznego Uniwersytetu Jagiellońskiego. Uzyskała tamże tytuł magistra w roku 1955 z zakresu etnografii na podstawie pracy dyplomowej pt. Rzemiosło wiejskie na Podhalu. Dysertacja ta została napisana pod kierunkiem Kazimierza Moszyńskiego. W 1954 r. została zatrudniona przez Zakład Etnografii IHKM PAN w Krakowie, gdzie pracowała do 1972 r. Również w 1972 r. obroniła pracę doktorską Uwarunkowania pozycji społecznej rzemieślnika wiejskiego (na przykładzie wybranych wsi Kotliny Nowotarskiej), którą wypromował prof. Mieczysław Gładysz, ówczesny dyrektor Katedry Etnografii Słowian Uniwersytetu Jagiellońskiego. W tejże katedrze została zatrudniona Anna Zambrzycka pod koniec 1972 r. Kilka lat później, w 1981 r., uzyskała stopień doktora habilitowanego na podstawie rozprawy Zwyczajowe formy współżycia społecznego (Studium wsi Owsiszcze na Śląsku Opolskim). Praca ta zdobyła nagrodę III stopnia Ministra Nauki i Szkolnictwa Wyższego. W 1981 r. Zambrzycka objęła funkcję dyrektora Katedry Etnografii Słowian, którą to piastowała aż do roku 1987. Rektor UJ powołał ją na stanowisko profesora nadzwyczajnego w 1991 r., natomiast dwa lata później odebrała tytuł profesora nauk humanistycznych z rąk prezydenta RP.
Po studiach Zambrzycka konsultowała prace magisterskie i prowadziła instruktaż terenowych praktyk studenckich, natomiast po podjęciu zatrudnienia w Katedrze Etnografii Słowian UJ w pełni zaangażowała się w pracę wykładowcy, a później także i dyrektora tej jednostki. Prowadziła wykłady, ćwiczenia, seminaria magisterskie i doktoranckie, a także organizowała międzynarodowe sympozja i konferencje naukowe. Była oddana swojej pracy i studentom, na co wskazuje m.in. pomoc udzielana internowanym w czasie stanu wojennego adeptom etnologii w powrocie na studia i podjęciu pracy.
Była promotorem 30 prac magisterskich i 1 doktorskiej, recenzentem 6 prac doktorskich i 2 habilitacyjnych. Za swą działalność otrzymała 4 nagrody rektora UJ.
Działalność naukową rozpoczęła od prowadzenia badań na Podhalu, a w dalszej kolejności na Śląsku Opolskim. Traktowały one o problematyce rzemiosła wiejskiego rozpatrywanego z punktu widzenia jego miejsca w strukturze społeczno-gospodarczej wsi, pozycji rzemieślnika i jego miejsca we wspólnocie lokalnej. Innym ważnym tematem badawczym były zwyczajowe formy współżycia społecznego, przeprowadzając które, badaczka analizowała dogłębnie stosunki międzyludzkie, określała rodzaje kręgów społecznych. Do zainteresowań naukowych należały również zagadnienia związane z kulturą symboliczną: pojęciem daru. Profesor Zambrzycka doprowadziła do wydania pracy Kulturowa funkcja daru, która była wynikiem zainteresowania tą tematyką badaczy z kraju i zagranicy. Etnolożka przygotowywała i redagowała również prace z zakresu metodologii i historii etnografii, jak np. Przegląd biografii etnograficznych (Warszawa 1958) czy In search of paradigm (Kraków 1992). Była ona także współtwórczynią pomysłu, a później kierowniczką prac nad komputerowym bankiem danych o źródłach archiwalnych na temat kultury ludowej Karpat Polskich w KES UJ.
W 1988 nawiązała współpracę z Olgą Goldberg-Mulkiewicz z Uniwersytetu Hebrajskiego w Jerozolimie, by wspólnie opracować tematykę świadomości żydowskich tradycji kulturowych u współczesnych mieszkańców Wieliczki.

## Wybrane publikacje
Na dorobek naukowy Anny Zambrzyckiej składa się ok. 70 pozycji, w tym 5 publikacji zwartych, 8 prac zbiorowych pod jej redakcją, 37 rozpraw i artykułów, a także 25 recenzji i not recenzyjnych.
- Bibliografia historii kultury ludowej Karpat Warszawa 1960
- Rzemieślnik w społeczności rolników Wrocław 1974
- Społeczna i kulturowa funkcja daru Kraków 1977
- Zwyczajowe formy współżycia społecznego (Studium wsi Owsiszcze na Śląsku Opolskim) Kraków 1980
- Problemy metodologiczne etnografii Wrocław 1989
- Kraków. Przestrzenie kulturowe (red.) Kraków 1993

## Życie osobiste
Córka Czesława Zambrzyckiego, prawnika, oraz Haliny ze Starczewskich. Miała brata Ryszarda.
Była dwukrotnie zamężna. Pierwszy raz z inżynierem Eugeniuszem Kunachowiczem, z którym miała syna Leszka (ur. 1957), natomiast drugi raz wyszła za mąż 2 lata przed swoją śmiercią, biorąc ślub z Janem Kantym Steczkowskim, profesorem Akademii Ekonomicznej.
Pochowana na cmentarzu Rakowickim w Krakowie.